# Nesbitt, Texas
Nesbitt là một thị trấn thuộc quận Harrison, tiểu bang Texas, Hoa Kỳ. Năm 2010, dân số của thị trấn này là 281 người.

## Dân số
- Dân số năm 2000: 320 người.
- Dân số năm 2010: 281 người.